# Vezot
Vezot – miejscowość i gmina we Francji, w regionie Kraj Loary, w departamencie Sarthe.
Według danych na rok 1990 gminę zamieszkiwało 76 osób, a gęstość zaludnienia wynosiła 12 osób/km² (wśród 1504 gmin Kraju Loary Vezot plasuje się na 1123. miejscu pod względem liczby ludności, natomiast pod względem powierzchni na miejscu 1146.).